# Lauribina La
Le Lauribina La, ou col de Gosainkunda, en népalais गोसाइँकुण्ड, est un col du Népal, dans l'Himalaya.